# Búfalos (APRA)
Se conoce como «búfalos»  a las fuerzas de choque vinculados a la Alianza Popular Revolucionaria Americana (APRA) en Perú originados en la década de 1930. El nombre proviene de Manuel Barreto, alias "Búfalo", quien lideró el asalto a la base militar O'Donovan en 1932 durante la revolución de Trujillo. Los "búfalos" han actuado tradicionalmente como guardia o guardaespaldas de los líderes del APRA, además de controlar las multitudes en los mítines de Víctor Raúl Haya de la Torre, histórico líder de dicha organización política. Llevaban brazaletes con el símbolo del partido, una estrella roja de cinco puntas. Asociado el nombre con la matonería, para los militantes apristas la palabra "búfalo" significaba valor y heroicidad.
El auge de los "búfalos" se produjo durante los años de formación del partido, de 1930 a 1948, cuando las células "búfalas" se dedicaron a asesinatos y actos de terrorismo. Cuando el APRA entraba en disputa con los militares, los "búfalos" llevaron a cabo ataques como el asesinato de Luis Miguel Sánchez Cerro en 1933. Durante el gobierno de José Luis Bustamante y Rivero, donde el APRA fue parte del Frente Democrático Nacional, los "búfalos" estuvieron involucrados en el ataque al periodista Francisco Igartua luego que el referido comunicador dejara un cuestionario de preguntas consideradas como impertinentes a Haya de la Torre. Además, los "búfalos" atacaron las instalaciones del diario La Jornada para tratar de impedir la publicación de una entrevista realizada a César Góngora Perea. Tras la aprobación de la Ley de Imprenta de 1945, por mayoría aprista, los "búfalos" atacaron a golpes y usando armas y dinamita una manifestación realizada por la oposición en el Parque Universitario. Resultado de la acción de los "búfalos" resultaron muertos dos personas, además de incendiar el estudio del líder de Unión Revolucionaria (UR), Luis A. Flores. Durante el segundo gobierno de Manuel Prado Ugarteche, a pesar de levantarse la proscripción al APRA, los "búfalos" prosiguieron con sus acciones. Durante sus años de actividad, los "búfalos" solían intimidar a los sindicalistas e intelectuales de izquierda y tuvieron disputas con los militantes de UR. Los grupos también organizaron acciones de protección extorsiva. En las zonas de plantaciones costeras, los "búfalos" participaron en violentas acciones de ruptura de huelgas.
Sin embargo, la actividad de los "búfalos" continuó, supuestamente durante las campañas electorales de la década de 1960. En 1979, los "búfalos" y los "chitos" (fuerza de choque del Partido Popular Cristiano) se enfrentaron a balazos. Cuando Alan García asumió como secretario general del APRA en 1982, comenzó a frenar las actividades de los "búfalos" en un intento de limpiar la imagen del partido.